# 운용 자금
운용 자금(운전 자본)에는 크게 두 가지 의미가 있다.
총 자본
유동 자산의 총액을 말한다. 고정 자산에 대한 단어로 재무 분야에서 중요시된다.
순 운전 자본
유동 자산에서 유동 부채를 뺀 것. 유동 자산 중 유동 부채의 상환을 고려하지 않고 자유롭게 운용이 가능한 부분으로 자금 운용 표(자금 계산서)의 자금에 해당하고, 회계 분야에서 중요시된다.
미래의 일정한 예산 기간 동안 자본의 동향을 예측 · 작성한 표는 자금 계획표 ( 견적 자금 운용 표 / 자금 반복 표) 등으로 불린다.

## 같이 보기
- 현금전환주기
- 기업재무